# Henry Lloyd-Hughes
Henry Lloyd-Hughes (Londra, 1º agosto 1985) è un attore britannico.

## Biografia
Figlio di Lucy Appleby e Timothy Lloyd-Hughes, è il fratello maggiore di Ben Lloyd-Hughes. Attivo in campo teatrale, televisivo e cinematografico, ha recitato nel dramma Posh nel West End londinese, oltre a recitare nelle serie TV Killing Eve e Les Misérables. È noto soprattutto per aver interpretato Roger Davies in Harry Potter e il calice di fuoco.

## Filmografia

### Cinema
- Harry Potter e il calice di fuoco (Harry Potter and the Goblet of Fire), regia di Mike Newell (2005)
- Unrelated, regia di Joanna Hogg (2007)
- Anonymous, regia di Roland Emmerich (2011)
- Finalmente maggiorenni (The Inbetweeners Movie), regia di Ben Palmer (2011)
- Anna Karenina, regia di Joe Wright (2012)
- Madame Bovary, regia di Sophie Barthes (2014)
- Un amore per caso (Man Up), regia di Ben Palmer (2015)
- Now You See Me 2, regia di Jon M. Chu (2016)
- The Last Witness - L'ultimo testimone, regia di Piotr Szkopiak (2018)
- Chevalier, regia di Stephen Williams (2022)
- Il club dei delitti del giovedì (The Thursday Murder Club), regia di Chris Columbus (2025)

### Televisione
- M.I. High - Scuola di spie (M.I. High) – serie TV, 1 episodio (2007)
- The Inbetweeners – serie TV, 9 episodi (2008-2010)
- Parade's End – serie TV, 1 episodio (2012)
- I Durrell - La mia famiglia e altri animali (The Durrells) – serie TV, episodio 3x03 (2018)
- I miserabili (Les Misérables), regia di Tom Shankland – miniserie TV, puntate 1-2 (2018-2019)
- Killing Eve – serie TV, 5 episodi (2019)
- The English Game, regia di Birgitte Stærmose e Tim Fywell – miniserie TV, 6 puntate (2020)
- Un cavallo per la strega (The Pale Horse), regia di Leonora Lonsdale – miniserie TV, 2 puntate (2020)
- Gli Irregolari di Baker Street (The Irregulars) – serie TV, 8 episodi (2021)
- Archie, regia di Paul Andrew Williams – miniserie TV, 3 puntate (2023)
- We Were the Lucky Ones, regia di Thomas Kail, Amit Gupta e Neasa Hardiman – miniserie TV (2024)

## Doppiatori italiani
Nelle versioni in italiano delle opere in cui ha recitato, Henry Lloyd-Hughes è stato doppiato da:
- Stefano Crescentini ne Un cavallo per la strega, Gli Irregolari di Baker Street
- Marco Giansante in The English Game, Chevalier
- Gianluca Crisafi in Madame Bovary
- Andrea Lavagnino ne I miserabili
- Gianfranco Miranda in Killing Eve
- Daniele Raffaeli in We Were the Lucky Ones